# اولدنبورگ
اولدنبورگ شهری در غرب ایالت نیدرزاکسن آلمان است. این شهر به خطوط راه‌آهن آلمان متصل است.